# フランシス・スコット・キー (原子力潜水艦)
|          |                                            |
| 艦歴     |                                            |
| 発注:    | 1963年7月29日                              |
| 起工:    | 1964年12月5日                              |
| 進水:    | 1965年4月23日                              |
| 就役:    | 1966年12月3日                              |
| 退役:    | 1993年9月2日                               |
| その後:  | 原子力艦再利用プログラム                   |
| 除籍:    | 1993年9月2日                               |
| 性能諸元 |                                            |
| 排水量:  |                                            |
| 全長:    | 129.5 m (425 ft)                           |
| 全幅:    | 10 m (33 ft)                               |
| 吃水:    | 9.4 m (31 ft)                              |
| 機関:    | S5W型原子炉                                |
| 最大速:  |                                            |
| 兵員:    |                                            |
| 兵装:    | ミサイル発射管16門、 21インチ魚雷発射管4門 |

フランシス・スコット・キー(USS Francis Scott Key, SSBN-657)は、アメリカ海軍の原子力潜水艦。ベンジャミン・フランクリン級原子力潜水艦の10番艦。艦名は国歌『星条旗』の作詞家であるフランシス・スコット・キーに因む。

## 艦歴
フランシス・スコット・キーの建造は1963年7月29日にコネチカット州グロトンのジェネラル・ダイナミクス、エレクトリック・ボート社に発注され、1964年12月5日に起工した。1965年4月23日にマージョリー・キー・ソーン夫人およびウィリアム・T・ジャービス夫人によって進水し、1966年12月3日にブルー班艦長フランク・W・グラハム大佐およびゴールド班艦長ジョセフ・B・ローガン少佐の指揮下就役した。
フランシス・スコット・キーは1993年9月2日に退役、同日除籍された。その後ワシントン州ブレマートンで原子力艦再利用プログラムに従って解体され、作業は1995年9月1日に完了した。